# Robert Murton-Neale
Robert Murton-Neale (ur. 16 marca 1907 w Sevenoaks, zm. 2 kwietnia 1977 w Manchesterze) – brytyjski kierowca wyścigowy.

## Kariera
W wyścigach samochodowych Murton-Neale startował głównie w wyścigach samochodów sportowych. W latach 1930, 1937 Brytyjczyk pojawiał się w stwce 24-godzinnego wyścigu Le Mans. W pierwszym sezonie startów uplasował się na trzeciej pozycji w klasie 1.1, a w klasyfikacji generalnej był trzynasty. W 1937 roku odniósł zwycięstwo w klasie 1.5.